# Alois Samohrd

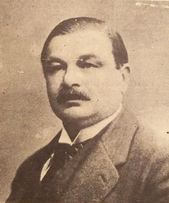
Alois Samohrd

Alois Otto Samohrd (* 24. Januar 1865 in Prag; † 9. Oktober 1917 in Brünn) war ein böhmischer Zivilgeometer und Bauingenieur.

## Werdegang
Nach seinem Studium an der Technischen Hochschule in Prag promovierte Alois Samohrd 1903 an der Technischen Universität in Brünn zum Doktor der technischen Wissenschaften. Im Jahr 1892 eröffnete er in Roudnice nad Labem ein Konstruktions- und technisches Büro und errichtete in der Stadt und ihrer Umgebung eine Reihe von Gebäuden und Wasserschutzanlagen.

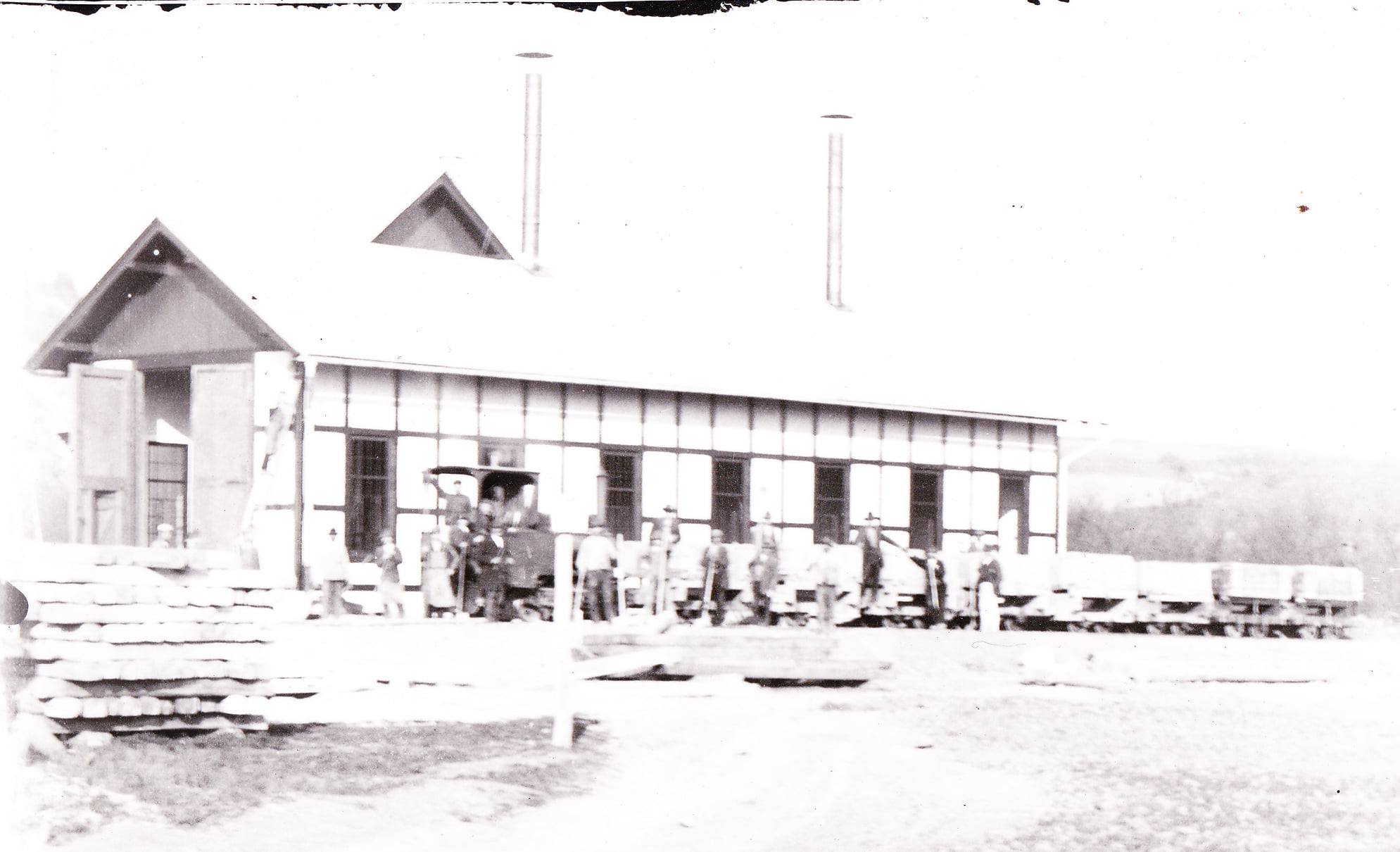
Bau der Eisenbahn in Veverská Bítýška mithilfe einer Decauville-Lokomotive, 1910

In Roudnice nad Labem heiratete er 1893 Maria Pacner, die Tochter des Fabrikbesitzers Jan Pacner. Sie hatten zwei Töchter, Maria und Ludmila. Nach seiner Übersiedlung nach Brünn (1904) entwickelte er erfolgreich eine vielseitige Bautätigkeit unter den Bedingungen einer starken Konkurrenz, vor allem durch deutsche Unternehmen, aber vor allem baute er eine Reihe von Lokalbahnstrecken: Raudnitz–Hospozín, Brno–Lišeň, Újezd–Luhačovice, Frýdlant–Bílá, Nezamislitz–Morkowitz, Vsetín–Velké Karlovice, Kuřim–Veverská Bítýška, Moravské Bránice–Oslavany und Litovel–Senice.
In den Jahren 1906/1907 ließ er, bereits als k. u. k. Baurat, im Zentrum des Heilbades Luhačovice für seine Familie eine Villa im historistischen Stil nach eigenen Plänen errichten, ausgestattet mit Fresken des Malers Láďa Novák.
Nach dem Ausbruch des Ersten Weltkriegs gründete er 1914 das Bauunternehmen Dalmaspoj in Dalmatien, in Knin und Split, von wo aus er den Bau der Eisenbahnstrecke Knin–Pribudić und vor allem der strategisch wichtigen Militärbahn von Knin nach Novi in Bosnien leitete. Im heutigen Slowenien baute er die Bahnstrecke Rudolfswert–Metlika–Landesgrenze und in Kroatien mehrere kurze Bahnstrecken und Straßen.
Neben der industriellen Produktion und der Bautätigkeit war er auch gesellschaftlich aktiv. Er war Vorsitzender der Genossenschaft für den Bau des tschechischen Nationaltheaters in Brünn und Mitglied der Wettbewerbsjury (1910–1913), ab 1911 Vorstandsmitglied der ersten Brünner Aktienbrauerei, Präsident der Ingenieurkammer Brünn und Mitglied zahlreicher öffentlicher Körperschaften. Auf dem Höhepunkt seiner Schaffenskraft starb er 1917 plötzlich im Alter von nur 52 Jahren.

## Errichtete Gebäude (Auswahl)

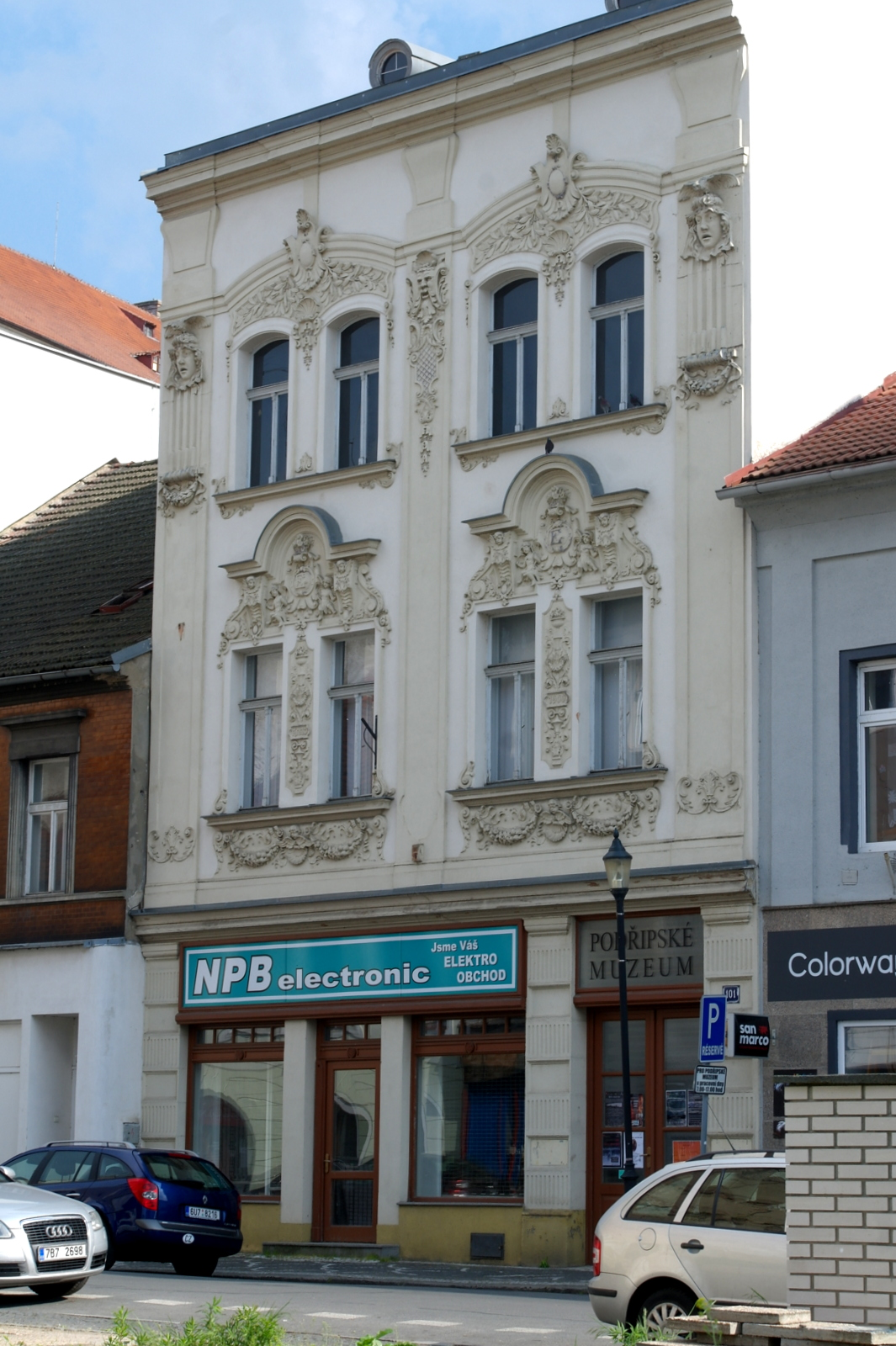
1900 errichtetes Jugendstil-Stadthaus, Náměstí Jana z Dražic 101, Roudnice nad Labem, heute Podřipské-Museum

- Renovierung eines Gebäudes auf dem Gelände des Podřipská-Krankenhauses (1897)
- Erweiterung des Bahnhofsgebäudes von Roudnice (1895)
- Erweiterung des Rathauses von Roudnice (1899/1900)
- Eckhaus U bílého lva (1893)
- Dreistöckiges Haus U zlatého prstenu (1897)
- Wirtschaftsmittelschule (1898)
- Sechsklassige Schule in Brozany